# 89 км (Башкортостан)
89 км (баш. 89 км) — упразднённый населённый пункт (тип: железнодорожный барак) в Аургазинском районе Республики Башкортостан Российской Федерации. Входил в состав Нагадакского сельсовета.

## География
Расстояние до (БАССР, 1972):
- районного центра (Толбазы): 30 км
- центра сельсовета (Татарский Нагадак): 1 км
- ближайшей станции (Нагадак): 1 км

## История
Возник как поселение железнодорожников и их семей.

## Население
По данным на 1 января 1969 года проживало 41 человек, основная национальность — чуваши (БАССР, 1969). Преобладающая национальность (чуваши) указана и в 1972 году (БАССР, 1972). На 1 сентября 1981 года преобладающая национальность — татары (БАССР, 1981).

## Инфраструктура
Основа экономики — обслуживание путевого хозяйства
однопутной линии Карламан — Мурапталово Башкирского региона Куйбышевской железной дороги.

## Транспорт
Остановочный пункт 89 км на перегоне Тюкунь — Белое Озеро.
Проселочная дорога до деревни Татарский Нагадак.